# Cryptic Slaughter
Cryptic Slaughter was een crossoverband uit Orange County, Californië opgericht in 1984. De band wordt wel gezien als een van de grondleggers van het crossovergenre, welke op haar beurt zou doorevolueren tot het Metalcore genre. Een grote invloed op Cryptic Slaughter had de UK hardcore punk groep Discharge.
Ze toerden na het uitbrengen van Convicted (1986) en Money Talks (1987) behoorlijk veel tot ze in 1990 uit elkaar gingen.
Hun derde album heet Stream of Consciousness

## Leden
- Les Evans - Gitaar (1984-1990)
- Eli Nelson - Gitaar (1988-1990)
- Brian Lehfeldt - Drums (1989-1990)
- Dave Hollingsworth - Zang (1990)
- Bret Davis - Bas (1990)

## Voormalig leden
- Adam Scott - Gitaar (1984)
- Scott Peterson - Drums (1984-1988)
- Bill Crooks - Zang/Bas (1984-1988)
- Rob Nickelson a.k.a Blasko - Bas (1985-1990)
- Eddie Nelson - Drums (1988-1989)